# Psychotria versteegii
Psychotria versteegii är en måreväxtart som beskrevs av Debendra Bijoy Deb och M.G.Gangop.. Psychotria versteegii ingår i släktet Psychotria och familjen måreväxter. Inga underarter finns listade i Catalogue of Life.